# Веялка
Веялката е селскостопанска машина от миналото, предназначена за отделяне на зърното от плявата. Също при този процес се издухват и част от вредителите по продукцията.
Технологията на вършеене на зърнените култури в миналото включва разстилане на ожънатите снопи от зърнени растения, валяне с теглен от селскостопански животни валяк, който помага за получаването на по-плътен слой от сноповете и обработка с диканя. По време на вършитбата в хармана диканята се тегли от животни, управлявани от седнал на нея човек. С теглото си той подобрява действието ѝ. След няколко обиколки по постлания с разпръснати снопи харман, нарязаната от кремъците слама се прехвърля с вили („претърсва се“), за да падне от нея зърното, и отново се правят обиколки с диканята. Тази процедура се повтаря 6 – 7 пъти. Накрая, след последното „претърсване“, сламата се събира (обикновено се съхранява за храна на животните). Около хармана винаги се премита, за да не се разпилява зърно. Останалото върху хармана зърно, примесено с остатъци от сламата, се превява ръчно или с машина (веялка), преди да се съхрани.
Принципът на веенето се използва като при наличие на вятър се подхвърля зърното, което е премесено с плява и при падането на земята по-тежкото зърно пада надолу, а плявата е отвяна настрани. При веялката с помощта на ръчно задвижван центробежен вентилатор и сито, което вибрира едновременно с въртенето на вентилатора, се отделя зърното като плявата се издухва от въздушната струя.